# Macea
Macea – wieś w Rumunii, w okręgu Arad, w gminie Macea. W 2011 roku liczyła 5600 mieszkańców. 